# Јакоб ван Марлант
Јакоб ван Марлант (енгл. Jacob van Maerlant, 1230-1300), познати је средњовековни писац, биограф и историчар. Захваљујући њему по први пут се на народном језику могло читати о географским, биолошким и етничким особеностима далеких крајева.

## Биографија
Јакоб ван Марлант је један од најзначајних холандских песника из 13. века. Тачна година његовог рођења остаје непозната до дана данашњег, ипак претпоставља се да је рођен око 1230. и да умире око 1300. Мало се зна о његовом животу. Марлант је рођен у близини Брижа( Bruges). У својим ранијим делима себе назива Jakob de coster van Marlant, што има везе са чињеницом да је радио као црквењак у Марланту на острву Ворн (Voorne). Након тога се сели у Фландрију , у место звано Димер ( Damme), где претпоставља се, ради као градски службеник. У каснијим радовима, потписује се као Jakob van Marlant.
Већ у свом првенцу  Биографија Александра Великог, Марлант показује своје изузетно познавање античких извора али и научних сазнања свог доба. Биографија познатог војсковође представља спој витешке романсе која се огледа у његовим ранијим делима. Сличан спој витешког романа и научнопопуларног штива представља његово наредно дело о историји Троје ( Historie van Troyen).
Након овог дела, Марлант одбацује овакву врсту поезије и окреће се писању научних и историјских радова, а посебну пажњу посвећује дидактичкој књижевности. Значајни допринос Марлант даје својим преводом Библије на народни језик ( Rijmbijbel) као и својеврсном енциклопедијом којој је дао назив Лепоте природе (Der naturen bloeme). Његово капитално дело је историографско и носи назив Spieghel historiael , приказ светске историје од постанка света до ауторовог доба. Ово дело написано је по налогу холандског грога Флориса V.
Марлант је такође аутор многих строфичниих песама које датирају из различитих периода његовог живота. Најпознатија свакако је Wapene Martijn, која је писана као дијалог између самог писца и још једног лика који се зове Мартин. Постоје још два дела ове песме Dander Martijn и Derden Martijn. Disputacie van onser Vrouwen ende van den helighen Cruce је дело које говори о дешавањима за време крсташких ратова. Његово последње дело је претпоставља се Van den Lande van Oversee које је написано после пада Акре (1291) и које на неки начин критикује Цркву.
Јакоб ван Марлант умире 1300. године. Велики број његових дела се састоји из превода, а његова дела су и данас јако значајна. Иако је био католик у његовим делима на неки начин осуђује Цркву. Ни свештенство није било превише наклоњено Марланту поготово након превођења Библије. Био је образован човек испред свог времена и скоро два века најпознатији фламански писац.

## Позната дела
- - Alexanders Geesten ( Биографија Александра Великог)
  - Historie van Troyen ( Историја Троје)
  - Rijmbijbel ( превод Библије)
  - Der naturen bloeme ( Лепоте природе)
  - Spieghel historiael (преглед историје)
  - Wapene Martijn
  - Dander Martijn 
  - Derden Martijn
  - Disputacie van onser Vrouwen ende van den helighen Cruce
  - Van den Lande van Oversee
  -  Leven van Ste. Clara
  - Torec

## Лепоте природе
Лепоте природе ( Der naturen bloeme) , рукопис са прелепим минијатурама али још важније написан на холандском језику уместо тадашњег латинског. Марланту је било наређено да напише књигу која ће садржати сво постојеће знање о природи. Ни данас се не зна зашто Ван Марлант добија овакву наредбу.
Прво поглавље овог рукописа је опис предивних људи, други је о животињама са четири ноге, треће поглавље се фокусира на птице, четврто на воду, пето на велики број риба које се налазе у морима и рекама, шесто на змије отровнице, седмо говори о великим врстама инсеката и гмизаваца, осмо је о свакодневном дрвећу, девето о зачинима. десето поглавље је о лековитом биљу, једанаесто о изворима, отровним и лековитим. дванаесто говори о драгом камењу и тринаесто поглавље о седам метала који се ваде из земље.
Оf u het gelooft interesseert mij niet. ( Не марим да ли ми верујете.
Wat mijzelf betreft, ik twijfel er niet aan Што се мене тиче, уопште не сумњам,
dat wat ik zeg de zuivere waarheid is, precies zoals ik die beschreven vond.  да је оно што кажем истина, баш као што сам описао. )
Ј.ван Марлант
Главни извор који Марлант корисити за ово дело је Liber de natura rerum које је написао Thomas van Cantimpré из 1245. Марлант не преводи ово дело у потпуности већ слободно изоставља делове за које сматра да нису важни, понекад чак и сумња у веродостојност овог извора. Текст је написан у 16.500 стихова. У средњем веку већина дела је писана у стиху због лакшег памћења дела, која су често била рецитована на приредбама или на двору.
Ово дело је једно од првих дела написаних на народном језику и као такав остаје утицајан све до 18. века, до када су људи веровали у постојање једне врсте гусака које живе на дрвећу.
Сам рукопис, нажалост, није сачуван. Рукопис који се тренутно налази у Краљевској библиотеци у Утрехту датира из 14. века што је очигледно из броја илустрација овог рукописа. Први помен овог рукописа је био у Хагу током једне аукције 6. септембра 1779. године када се појавио у каталогу.